# David O'Loughlin
David O'Loughlin (Conn, 29 april 1978) is een Iers voormalig wielrenner.
O'Loughlin begon zijn profcarrière in 2002. Hij behaalde bijna al zijn zeges in Ierland zelf en is daarom vooral in Ierland bekend.

## Overwinningen
2000
- Iers kampioen op de weg, Beloften

2001
- Eindklassement Ras Connachta

2002
- Eindklassement Ras Connachta

2003
- GP Stamullen
- Iers kampioen tijdrijden, Elite
- Banteer
- New Bridge Union GP
- Carrick Hotel Challenge Cup
- Archer International Grand Prix
- Collooney
- 2e etappe Ronde van Namen
- Westport

2004
- 3e etappe Ras Mumhan
- Shay Elliot Memorial
- 3e etappe Tour of Ulster
- Lincoln International GP
- 6e etappe FBD Insurance Rás
- Iers kampioen op de weg, Elite

2005
- Carrick Hotel Challenge Cup
- 3e etappe Tour de Beauce
- Iers kampioen op de weg, Elite
- 1e en 2e etappe Ballinrobe 2-day
- GP Mengoni-New York

2006
- 2e en 4e etappe en eindklassement Ras Connachta
- 2e etappe deel a Ballinrobe 2-day
- Iers kampioen op de weg, Elite
- Iers kampioen tijdrijden, Elite
- Rás an Turcaí Galway

2007
- Iers kampioen op de weg, Elite

Brammeier · M.Cassidy · De Schrooder · Eeckhout · Gallagher · Kelly · Lisabeth · McLaughlin · O'Brien · O'Loughlin · Peeters · Van Vooren
Borry · Brammeier · Brems · M.Cassidy · De Schrooder · Debusschere · Eeckhout · Ghyllebert · Hossay · Lisabeth · McLaughlin · McConvey · McNally · Minne · O'Brien · O'Loughlin · Scholtés · Suray · Halpin (stagiair) · Lavery (stagiair)